# 氏本厚司
氏本 厚司（うじもと あつし、1965年10月24日 -）は、日本の裁判官。現最高裁判所事務総局事務総長。定年退官予定日は2030年10月23日。大阪府出身。

## 職歴
着任地は以下のとおり、2007年以降は、甲府地家裁判所を除き、継続して東京都千代田区（霞が関または隼町）である。
- 1993年4月9日 - 大阪地裁判事補
- 1997年4月1日 - 最高裁総務局付（東京地裁判事補）
- 2002年4月1日 - 札幌地家裁判事補・札幌簡裁判事
- 2003年4月9日 - 札幌地家裁判事・札幌簡裁判事
- 2005年4月1日 - 大阪地裁判事・大阪簡裁判事
- 2007年4月1日 - 東京地裁判事・東京簡裁判事
- 2007年7月10日 - 最高裁総務局第2課長（東京地裁判事・東京簡裁判事）
- 2009年8月1日 - 最高裁総務局第1課長・最高裁広報課付（東京地裁判事・東京簡裁判事）[2]
- 2011年9月1日 - 東京高裁判事（第19民事部）・東京簡裁判事
- 2013年4月1日 - 東京地裁判事（民事第8部）・東京簡裁判事
- 2014年9月12日 - 最高裁秘書課長・最高裁広報課長（東京地裁判事・東京簡裁判事）
- 2017年5月21日 - 東京地裁部総括判事（民事第48部）・東京簡裁判事
- 2020年5月11日 - 最高裁経理局長（東京地裁判事・東京簡裁判事）
- 2023年2月1日 - 東京高裁判事・東京簡裁判事
- 2023年4月9日 - 最高裁経理局長（東京高裁判事・東京簡裁判事）
- 2023年9月25日 - （2024年9月11日まで兼官）甲府地家裁所長・甲府簡裁判事
- 2024年9月11日 - 最高裁事務総長
- 2024年10月15日 -（兼官）検察官・公証人特別任用等審査会委員（検察官特別任用分科会）

## 裁判例
- 2012年東京高裁第3特別部「審決取消請求事件」[注釈 1]
- 2014年東京地裁「オウム真理教信者対国事件」[注釈 2]

## 著述
法学記事
- 「東日本大震災と裁判所」。有斐閣。ジュリスト2011年8月1-15日合併号（1427号）掲載。

国会発言
- 「令和7年度裁判所所管歳出予算の総額は、3351億9200万円でありまして、これを前年度当初予算額3309億7900万円と比較いたしますと、差引き42億1300万円の増加となっております」（2025年2月）[5]。
- 「当該記録の保存に付しておられたのは当該家庭裁判所でございますが、今回、個別の記録が特別保存に付されなかった理由あるいは廃棄された当時の状況が明らかではないものの、特別保存の適切ではない運用に起因するものであると考えておりまして、庁全体あるいは裁判所全体の問題であるというふうに認識しているところでございます。」（2022年。家庭裁判所の記録廃棄事件について）[6]

メディア発言
- 「裁判手続きを中心とした事務のデジタル化に向けた課題を洗い出して取り組みたい」（2023年、甲府地家裁所長の兼職について）[2]